# Kazimierz Wielki (film)

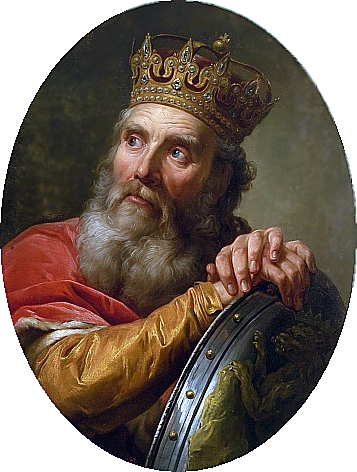
Kazimierz Wielki z pocztu królów polskich, autor Marcello Bacciarelli

Kazimierz Wielki – polski film historyczny z 1975 roku. Film jest biografią króla Kazimierza III Wielkiego, władcy Polski, ostatniego z dynastii Piastów.

## Produkcja
W powstaniu „Kazimierza Wielkiego” uczestniczyło blisko 150 aktorów, kilkaset koni, tysiące rekwizytów, mających uwiarygodnić czternastowieczną scenerię, na tle której toczyła się akcja. Zdjęcia kręcono w Gdańsku, Krakowie, Malborku, Magdeburgu, Quedlinburgu, Carcassonne, Zvíkovie oraz na poligonie Biedrusko.

## Fabuła
Akcja filmu rozpoczyna się w 1370 roku, kiedy król Kazimierz ranny w wypadku podczas polowania, mając świadomość zbliżającego się końca, wspomina całe swoje życie.

## Obsada
- Krzysztof Chamiec – Kazimierz III Wielki
- Zofia Saretok – Cudka, kochanka Kazimierza Wielkiego
- Władysław Hańcza – Jarosław Bogoria ze Skotnik, arcybiskup gnieźnieński, doradca Kazimierza Wielkiego
- Wiesław Gołas – Maćko Borkowic, wojewoda poznański
- Ignacy Machowski – Władysław I Łokietek, ojciec Kazimierza Wielkiego
- Tadeusz Fijewski – Nanker, biskup krakowski i wrocławski
- Piotr Pawłowski – Jan Grot
- Stefan Friedmann – Sulisław, sługa Kazimierza Wielkiego
- Barbara Wrzesińska – Elżbieta Łokietkówna, siostra Kazimierza Wielkiego, żona Karola Roberta, króla Węgier
- Leon Niemczyk – Karol Robert, król Węgier
- Michał Pluciński – Jan Luksemburski, król Czech
- Bolesław Płotnicki – kasztelan Beńko
- Eugeniusz Kamiński – Janusz Suchywilk
- Andrzej Szalawski – Olgierd, książę litewski
- Tomasz Neuman – Kazimierz IV (Kaźko Słupski), wnuk Kazimierza Wielkiego
- Paweł Unrug – komtur krzyżacki w Gdańsku
- Stanisław Niwiński – Dobrogost
- Zofia Sykulska-Szancerowa
- Zbigniew Jabłoński
- Remigiusz Rogacki
- Ahmed Hegazi – wódz Tatarów
- Władysław Komar – Władzio, sługa Maćka Borkowica
- Barbara Rachwalska – piastunka, położna
- Wiesław Komasa – ksiądz Dobiegniew
- Andrzej Szaciłło
- Zygmunt Wiaderny
- Stanisław Zatłoka
- Jerzy Kiszkis